# میل تپه
میل تپه مربوط به سده‌های میانه دوران‌های تاریخی پس از اسلام است و در شهرستان شاهرود، بخش مرکزی، دهستان دهملا، غرب روستای کلاته خان واقع شده و این اثر در تاریخ ۷ اسفند ۱۳۸۶ با شمارهٔ ثبت ۲۱۴۱۰ به‌عنوان یکی از آثار ملی ایران به ثبت رسیده است.